# Autódromo Ciudad de Dolores
El Autódromo Ciudad de Dolores, también denominado Autódromo Municipal Miguel Ángel Atauri, es un circuito de automovilismo que se encuentra en la ciudad de Dolores, Buenos Aires, Argentina. Es escenario de competiciones zonales del sudeste bonaerense, principalmente la Monomarca 1300 del Salado.

## Historia
Fue inaugurado en 1975 por el intendente Mario Tamayo, con una pista asfaltada de 1650 metros con la idea inicial de recibir categorías zonales de la provincia de Buenos Aires y desarrollar el deporte automotor en la zona.
Se encuentra a pocos metros de la Autovía 2 mano a Mar del Plata, por lo que su ubicación estratégica proporciona un rápido acceso y egreso del mismo.
En el año 2007 se amplió hasta alcanzar una longitud total de 3150 metros, quedando de esta forma 2 variantes en el circuito.
En la actualidad recibe categorías como la Monomarca 1300 del Salado, Monomarca Fiat, Turismo Special de la Costa, A.L.M.A, TC 2000 del Atlántico, Promocional del Atlántico, entre otras.
Recientemente se anunció un proyecto para modernizar el autódromo, extendiendo la pista y ensanchándola, con el fin de recibir categorías nacionales.